# Boneau, Montana
Boneau, Montana (енгл. Boneau) насељено је место без административног статуса у америчкој савезној држави Монтана.

## Демографија
По попису из 2010. године број становника је 380, што је 190 (100,0%) становника више него 2000. године.
| Група             | 2000.    | 2010.     |
| Белци             | 5 (2,6%) | 6 (1,6%)  |
| Афроамериканци    | 0 (0,0%) | 0 (0,0%)  |
| Азијати           | 0 (0,0%) | 0 (0,0%)  |
| Хиспаноамериканци | 1 (0,5%) | 13 (3,4%) |
| Укупно            | 190      | 380       |